# Dictionnaire thématique
Un dictionnaire thématique est un dictionnaire dont les entrées ne respectent pas strictement sur l'ordre alphabétique, mais sont classées par thèmes. Le dictionnaire des synonymes, les dictionnaires médicaux ou scientifiques ou les thésaurus lexicographiques sont des exemples de dictionnaires thématiques.

## Inconvénients du classement alphabétique
Depuis le XVIIIe siècle, les dictionnaires et les autres ouvrages du même genre présentent les mots par ordre alphabétique. Bien que ce classement facilite la rapidité d'accès aux mots, il ne tient pas compte de leur sens et éloigne les uns des autres des mots apparentés par le sens. À titre d’exemple, le nom joie est rangé loin des autres mots de la même famille, comme allégresse (synonyme), réjouir (verbe correspondant), tristesse (antonyme), colère (autre sentiment), rabat-joie (composé), etc. De plus, le nom joie est séparé de son adjectif joyeux par des mots qui n'ont aucun rapport avec eux, tel que joindre, joint, joli, jonc, jongler, joue, etc. Il convient donc, non pas d'abandonner le classement alphabétique, mais de trouver un moyen d’introduire un classement thématique pour mieux profiter des avantages des deux. Un dictionnaire des synonymes le fait partiellement.

## Exemples

### Dictionnaire des synonymes
Le dictionnaire des synonymes indique les mots qui ont le même sens ou un sens très voisin, sans nécessairement tenir compte des mots qui ont entre eux d’autres rapports de sens comme les antonymes, dérivés, composés, analogues, etc. Il est un dictionnaire de mots destiné à donner plusieurs synonymes de chacun des mots d'une langue. Il est utile pour trouver le mot le plus juste, pour comprendre le sens exact d'un mot par comparaison avec d'autres de sens similaire, ou pour éviter l'utilisation répétitive d'un même mot.
Par exemple, l'entrée beau fournira les mots joli, charmant et tous les adjectifs ayant un sens approchant, avec les définitions associées.

### Le Thésaurus
Au XIXe siècle, le Roget's Thesaurus (en) est un thésaurus lexicographique créé par le britannique Peter Mark Roget. Théodore Robertson en publiera en 1859 un équivalent pour le français sous le titre Dictionnaire idéologique : Recueil des mots, des phrases, des idiotismes et des proverbes de la langue française classés selon l'ordre des idées.